# Đạo giáo Việt Nam
Đạo giáo Việt Nam là Đạo Giáo đã được bản địa hóa khi du nhập từ Trung Quốc vào Việt Nam. Đạo giáo Việt Nam là một trong ba tôn giáo phổ biến nhất ở Việt Nam.

## Lịch sử hình thành và phát triển của Đạo giáo Việt Nam
Đạo giáo thâm nhập vào Việt Nam từ khoảng cuối thế kỷ thứ 2. Đạo giáo có hai phái tu là nội tu và ngoại dưỡng, phái nội tu phổ biến ở Việt Nam hơn.
Đạo giáo đi vào Việt Nam, đặc biệt là Đạo giáo phù thủy, tìm thấy ngay rất nhiều điểm tương đồng với tín ngưỡng ma thuật của người Việt nên Đạo giáo ăn sâu vào người Việt rất dễ dàng. Trước đó người Việt đã từng sùng bái ma thuật, phù phép. Họ tin rằng những lá bùa, những câu thần chú có thể chữa được bệnh tật và trị được tà ma. Tương truyền Hùng Vương vì giỏi phù phép nên có uy tín thu thập được 15 bộ để lập nên nước Văn Lang. Dưới thời Bắc thuộc, Đạo giáo rất phát triển ở Việt Nam. Nhiều quan lại Trung Hoa sang Việt Nam cai trị đều thích phương thuật, ví dụ Cao Biền đời Đường từng "cưỡi diều tìm long mạch" để triệt nguồn nhân tài Việt Nam. Thế nên, nếu Nho giáo phải đến thời Lý mới được thừa nhận thì Đạo giáo hòa trộn với tín ngưỡng ma thuật đến mức không còn ranh giới.
Từ Trung Quốc vào Việt Nam, Đạo giáo cũng vẫn giữ hai phái là Đạo giáo nhân gian thờ Đức Ngọc Hoàng Thượng đế, Thái Thượng Lão Quân, thần Trấn Vũ (Huyền Vũ), Quan Thánh Đế Quân. Bên cạnh đó, có sự kết hợp với tín ngưỡng dân gian, Đạo giáo còn thờ nhiều vị thần thánh khác của người Việt như Đức thánh Trần, Thánh mẫu Liễu Hạnh, cùng với Tam Phủ, Tứ Phủ, cho thấy sự hòa quyện giữa Đạo giáo và tín ngưỡng thờ Mẫu của người Việt.
Ngoài ra, các pháp sư Việt Nam từ Bắc chí Nam còn thường hay thờ các thần Ngũ Hổ bằng bức tranh con hổ hay Quan Lớn Tuần Tranh là hai con rắn Thanh Xà và Bạch Xà quấn trên xà nhà trước bàn thờ. Dưới các triều Đinh, Lê, Lý, Trần đều có chọn các đạo sĩ làm cố vấn bên cạnh các nhà sư: nên có chức đạo quan và tăng quan. Tương truyền vua Đinh Tiên Hoàng từng lấy lễ thầy trò để tiếp đãi pháp sư Văn Du Tường, nhờ ông chém chết yêu quái vốn là Mộc tinh ở cây chiên đàn lâu năm. Đời nhà Lý các đạo sĩ Trần Tuệ Long và Trịnh Trí Không giữ địa vị quan trọng trong triều.
Dưới thời vua Lê Thần Tông, thế kỷ 17, xuất hiện một trường phái Đạo giáo Việt Nam có quy mô rất lớn gọi là Nội đạo, do Trần Toàn là một vị quan triều Lê, không theo nhà Mạc, từ quan về tu Tiên, mở Đạo trường ở Hoằng Hóa (Thanh Hóa), có 10 vạn tín đồ, được tôn là Thượng Sư. Tương truyền vua Lê Thần Tông bị bệnh mọc lông cọp được Trần Toàn dùng bùa phép và thần chú chữa khỏi. Ông còn cứu sống cho con Chúa chết đã 2 ngày, nên được Vua và Chúa cho người cất nhà cho và tự tay vua ghi 3 chữ "Nội Đạo Tràng". Ba người con trai của ông được tôn là "Tam Thánh". Phái Đạo này phát triển vào Nghệ An và ra Bắc, đến tận thế kỷ 20 hãy còn tồn tại nhiều trung tâm của đạo này ở Thanh Hóa, Nghệ An, Hải Dương, Hưng Yên, Hà Nội.
Đặc biệt, Đạo giáo đã đem sang Việt Nam phương pháp cầu Tiên. Giới sĩ phu xưa thường cùng nhau tổ chức cầu Tiên để hỏi về vận nước, chuyện kiết hung đại sự… Nhiều đàn cầu Tiên nổi danh một thời như đền Ngọc Sơn (Hà Nội), đền Tản Viên (Sơn Tây), đền Đào Xá (Hưng Yên)… Đầu thế kỷ 20, các đàn cầu Tiên (gọi là thiện đàn) mọc lên khắp nơi.
Kinh sách của Đạo giáo được truyền sang Việt Nam hiện vẫn còn truyền tụng, ngoài 2 quyển đầu tiên là Đạo Đức Kinh của Đức Lão Tử và Nam Hoa Kinh của Trang Tử, còn có quyển Huỳnh Đình Kinh dạy cách luyện Đạo, Thanh Tịnh Kinh và Cảm Ứng Kinh dạy về lẽ lành dữ trả vay cho người tu giải thoát. Tất cả tương truyền là do Đức Thái Thượng Đạo Tổ giáng cơ dạy từ xưa bên Trung Quốc.
Đặc biệt, Đạo giáo khi vào Việt Nam, hòa quyện với văn hóa tín ngưỡng dân gian đã hình thành một khuynh hướng của những người thật sự không phải là tín đồ đạo Lão nhưng có tư tưởng gần với phái Tiên Đạo hay Đạo giáo Thần Tiên, tức ưa thích đời sống thanh tĩnh nhàn lạc. Đó là những bậc trí thức Nho giáo, sinh không gặp thời, gặp chuyện bất bình nơi chốn quan trường hay các bậc anh hùng đã làm xong phận sự nam nhi đến lúc công thành thân thối lui về ẩn dật, vui thú điền viên cùng với thiên nhiên thi phú, cuộc cờ chén rượu mà theo dòng lịch sử, chẳng hạn như Nguyễn Trãi, Chu Văn An, Trạng Trình Nguyễn Bỉnh Khiêm, Nguyễn Khuyến, Nguyễn Công Trứ,... với cuộc sống "tri túc, tiện túc, đãi túc, hà thời túc; tri nhàn, tiện nhàn, đãi nhàn, hà thời nhàn" của học thuyết Lão Trang.
Thời Bắc thuộc, Đạo giáo chỉ phổ biến trong dân gian, đến thời phong kiến độc lập, các nhà Đinh, Lê, Lý, Trần đều coi trong các đạo sỹ không kém các tăng sư, bên cạnh Tăng quan còn có cả Đạo quan.
Ngày nay, Đạo giáo Việt Nam với tư cách là một tôn giáo không còn tồn tại nữa, tuy nhiên những ảnh hưởng của nó đến đời sống xã hội, nhất là tại các vùng kém phát triển thì vẫn còn rất mạnh mẽ.

## Đặc điểm của Đạo giáo Việt Nam

### Tính tổng hợp
Tổng hợp là một đặc điểm quan trọng của tín ngưỡng truyền thống nên giống như các tôn giáo khác khi du nhập vào Việt Nam, Đạo giáo bị hòa trộn với tín ngưỡng truyền thống. Đối với Đạo giáo thì rất đặc biệt, Đạo giáo phù thủy rất tương đồng với tín ngưỡng ma thuật nên sự hòa trộn xảy ra rất mãnh liệt đến không thể phân biệt nổi đâu là Đạo giáo, đâu là tín ngưỡng. Rất nhiều nhà nghiên cứu quy hết cho mọi tín ngưỡng Việt Nam là Đạo giáo, còn đối với người dân thích đồng bóng, bùa chú,... thì lại không biết Đạo giáo là gì.
Đạo giáo còn hòa trộn với các tôn giáo khác như Phật giáo. Chử Đồng Tử là người vừa tu đắc đạo thành Phật, vừa được coi là tổ sư của Đạo giáo Việt Nam. Đạo giáo còn ảnh hưởng đến các nhà Nho, các nhà nho khi gặp chuyện bất bình trong chốn quan trường thì hay lui về ẩn dật, tìm thú vui nơi thiên nhiên, sống cuộc sống an bình thanh thản, đó là các tu của Đạo giáo. Các nhà Nho còn tổ chức phụ tiên (cầu tiên) để hỏi trời đất về chuyện thời thế, tốt, xấu,... Nhiều đàn phụ tiên nổi tiếng như đền Ngọc Sơn (Hà Nội), đền Tản Viên (Sơn Tây), đền Đào Xá (Hưng Yên),... Nhiều nhà Nho còn lập đàn phụng tiên ngay tại tư gia và nơi làm việc như Hoàng giáp Nguyễn Thượng Hiền.

### Tính linh hoạt và âm dương hòa hợp
Sau tính tổng hợp là tính linh hoạt và âm dương hòa hợp là những đặc tính của Đạo giáo Việt Nam. Đạo giáo thờ các vị thần là Ngọc Hoàng Thượng đế (Ngọc Hoàng), Thái Thượng Lão Quân (Lão Tử), Quan Thánh Đế (Quan Công), người Việt còn thờ các vị thánh của riêng mình. Câu tục ngữ, "Tháng 8 giỗ cha, tháng 3 giỗ mẹ" là để chỉ Đức Thánh Trần (Trần Hưng Đạo) và Bà Chúa Liễu (Liễu Hạnh Công chúa). Việc thờ đức Thánh Trần với tam phủ và tứ phủ đi liền với tín ngưỡng đồng bóng. Ngoài ra Đạo giáo Việt Nam còn thờ các vị thần khác như: Tam Bành, Độc Cước, Huyền Đàn,...
Đạo giáo chủ trương không tham gia vào đời sống xã hội (xuất thế) nhưng khi vào đến Việt Nam thì Đạo giáo còn được dùng làm vũ khí chống áp bức (nhập thế). Ví dụ, đời Hồ Quý Ly, có Trần Đức Huy dùng pháp thuật để thu hút đông đảo người theo chống lại triều đình sau đó bị dẹp.